# Jim Pappin
James Joseph „Jim“ Pappin (* 10. September 1939 in Copper Cliff, Ontario; † 29. Juni 2022) war ein kanadischer Eishockeyspieler, -trainer und -scout. Der rechte Flügelstürmer bestritt zwischen 1963 und 1976 über 700 Partien für die Toronto Maple Leafs, Chicago Black Hawks und California Golden Seals in der National Hockey League (NHL). Mit den Maple Leafs gewann er in den Playoffs 1964 und 1967 den Stanley Cup.

## Karriere
Jim Pappin begann seine Karriere als Eishockeyspieler bei den Toronto Marlboros, für die er von 1958 bis 1960 in der Ontario Hockey Association (OHA) aktiv war. Zudem spielte er zwei Spielzeiten lang bei den Sudbury Wolves aus der Eastern Professional Hockey League (EPHL). Vor der Saison 1960/61 erhielt der Angreifer einen Vertrag bei den Rochester Americans aus der American Hockey League (AHL), dem Farmteam der Toronto Maple Leafs. Für Rochester spielte er insgesamt acht Jahre lang in der AHL und gewann mit der Mannschaft in den Jahren 1965, 1966 und 1968 dreimal den Calder Cup. In der Saison 1963/64 gab Pappin sein Debüt in der National Hockey League (NHL) für Toronto, mit denen er in den Stanley-Cup-Playoffs 1964 auf Anhieb die prestigeträchtige gleichnamige Trophäe gewann. Diesen Erfolg konnte er 1967 mit dem Team aus der Provinz Ontario wiederholen.
Am 23. Mai 1968 gaben die Toronto Maple Leafs den Spieler im Tausch für Pierre Pilote an ihren Ligarivalen, die Chicago Black Hawks, ab. Mit der Mannschaft aus Illinois erreichte Pappin anschließend 1971 und 1973 erneut das Finale um den Stanley Cup, unterlag mit seiner Mannschaft jedoch jeweils Rekordsieger Canadiens de Montréal. Seine aktive Laufbahn ließ der Kanadier schließlich bei den California Golden Seals und den Cleveland Barons ausklingen, für die er von 1975 bis 1977 je eine Spielzeit lang auf dem Eis stand. Insgesamt hatte er 767 NHL-Partien bestritten und dabei 573 Punkte verzeichnet.
Im Verlauf der Saison 1984/85 erhielt Pappin den Posten als Cheftrainer bei den Milwaukee Admirals aus der International Hockey League (IHL), dem Farmteam der Black Hawks. Er ersetzte Cliff Koroll bis zum Saisonende. Anschließend war er für die die Black Hawks, kurzzeitig für die St. Louis Blues sowie in den 2010er-Jahren für die Anaheim Ducks als Scout tätig. Pappin, der in seiner Karriere als Spieler an insgesamt fünf NHL All-Star Games teilgenommen hatte, wurde im Jahr 2000 zum Heroes of Hockey Game eingeladen, bei dem er für die Toronto Heroes of Hockey auflief.
Jim Pappin starb am 29. Juni 2022 im Alter von 82 Jahren.

## Erfolge und Auszeichnungen
| - 1964 Stanley-Cup-Gewinn mit den Toronto Maple Leafs - 1964 Teilnahme am NHL All-Star Game - 1965 Calder-Cup-Gewinn mit den Rochester Americans - 1966 Calder-Cup-Gewinn mit den Rochester Americans - 1966 AHL Second All-Star Team - 1967 Stanley-Cup-Gewinn mit den Toronto Maple Leafs | - 1968 Teilnahme am NHL All-Star Game - 1968 Calder-Cup-Gewinn mit den Rochester Americans - 1973 Teilnahme am NHL All-Star Game - 1974 Teilnahme am NHL All-Star Game - 1975 Teilnahme am NHL All-Star Game - 2000 Teilnahme am Heroes of Hockey Game |

## Karrierestatistik
(Legende zur Spielerstatistik: Sp oder GP = absolvierte Spiele; T oder G = erzielte Tore; V oder A = erzielte Assists; Pkt oder Pts = erzielte Scorerpunkte; SM oder PIM = erhaltene Strafminuten; +/− = Plus/Minus-Bilanz; PP = erzielte Überzahltore; SH = erzielte Unterzahltore; GW = erzielte Siegtore; 1 Play-downs/Relegation; Kursiv: Statistik nicht vollständig)